# Maksi
Maksi je moško osebno ime.

## Izvor imena
Ime Maksi je različica moškega osebnega imena Maksimiljan.

## Pogostost imena
Po podatkih Statističnega urada Republike Slovenije je bilo na dan 31. decembra 2007 v Sloveniji število moških oseb z imenom Maksi: 23.

## Osebni praznik
Osebe z imenom Maksi lahko godujejo takrat kot osebe z imenom Maksimiljan.